# Invocation
Pour les articles homonymes, voir Invocation (homonymie).

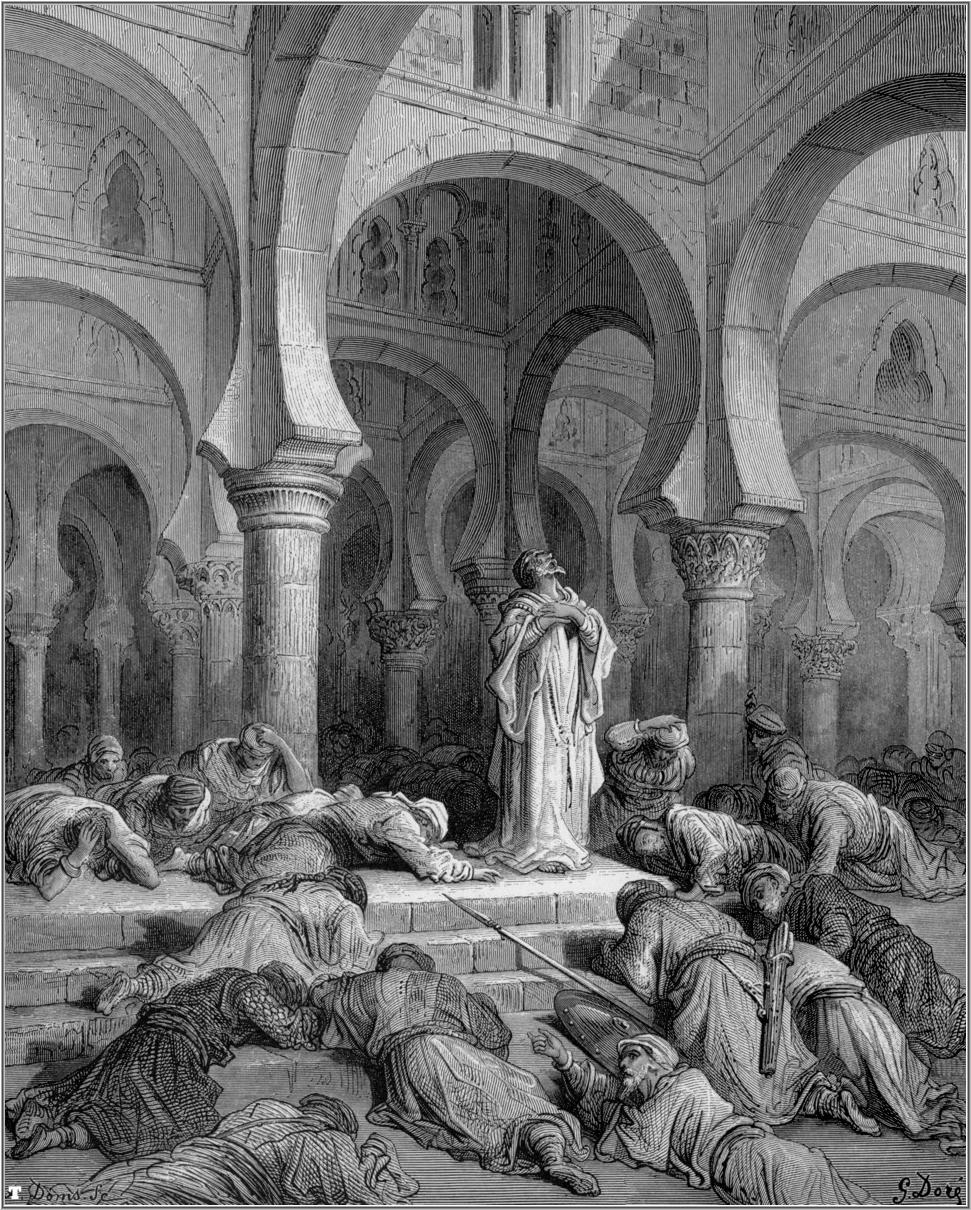
Invocation par Gustave Doré.

L'invocation est l'acte d'appeler (en latin : invocare), dans un contexte religieux, spirituel ou chamanique, une ou plusieurs divinités, esprits ou génies ou encore une force surnaturelle abstraite, généralement par le biais d'une prière, d'un rituel ou d'une formule orale, l'incantation, dans le but d'obtenir des conseils, un secours ou une forme d'aide, voire une simple présence. Elle peut comporter une liturgie formelle, des prières spontanées, des chants ou des actes symboliques. Contrairement à l'évocation dans laquelle un esprit est appelé à se manifester en dehors du praticien, l'invocation demande souvent à l'entité à se manifester au dedans de celui-ci ou à s'aligner étroitement avec lui.
L'objectif de l'invocation varie selon les contextes culturels et religieux. Dans de nombreuses traditions, elle est utilisée pour demander l'intervention divine, la protection, la sagesse ou des bénédictions dans des affaires personnelles ou communautaires. L'invocation peut également servir à consacrer un espace, à marquer le début d'un rituel sacré ou à faciliter une expérience spirituelle plus profonde. Dans les pratiques mystiques ou ésotériques, l'invocation peut être un moyen de s'aligner sur un principe ou un archétype spirituel supérieur, favorisant la transformation personnelle ou l'illumination. Dans certaines traditions, le praticien s'identifie rituellement à la divinité ou à la figure spirituelle, à la différence de la possession, dans laquelle l'être invoqué est censé habiter ou agir à travers le praticien de manière directe et autonome
Le champ d'application de l'invocation est vaste et englobe un large éventail de pratiques religieuses, magiques et philosophiques. Dans les contextes religieux formels, tels que le christianisme, l'hindouisme et l'islam, l'invocation est souvent intégrée dans les prières, les hymnes et les rituels. Par exemple, la liturgie chrétienne inclut fréquemment des invocations de la Sainte Trinité ou des saints, tandis que les pujas hindous invoquent diverses divinités par le biais de mantras et d'offrandes. Dans la magie cérémonielle et la théurgie, l'invocation est utilisée pour invoquer les pouvoirs divins afin d'être guidé ou d'obtenir des résultats spirituels spécifiques. En outre, les mouvements spirituels modernes, tels que la Wicca et le paganisme moderne, utilisent l'invocation pour appeler les divinités, les forces élémentaires ou les esprits de la nature. Au-delà de la pratique religieuse, l'invocation est également utilisée dans le cadre de la théurgie.

## Dans les principales religions

### Judaïsme
Christianisme
Dans le christianisme, l'invocation doit se faire "en esprit et en vérité" et se manifeste par une approche profondément personnelle de la foi lors de la prière. Les catholiques sont invités à ne pas se contenter d'une récitation mécanique de prières, mais à engager leur intelligence, leur volonté et leurs émotions dans un dialogue authentique avec Dieu, guidés par le Saint-Esprit. Cela signifie que l'invocation catholique en esprit et en vérité est une démarche intégrale : l'esprit est associé à la dimension mentale et intellectuelle, fonctionnant à travers le cerveau et le système nerveux et la vérité au travers de l'âme immortelle de l'individu qui est la partie de nous qui est en relation avec nos semblables, la vérité de notre présence même, la pureté de notre conscience et de notre perception dans leur unité, cherchent à s'unir à Dieu dans la sincérité et la pleine conformité à sa volonté révélée.

### Islam
L'invocation (ar. duʻâ’) correspond à une prière libre, distincte de la prière canonique (ar. salât). Elle peut être effectuée librement à tout moment de la journée ou de la nuit, et s'ouvre généralement sur les mots "ô Dieu" (allâhumma) ou "je demande à Dieu" (as’alu Llâh). Par exemple, Invocation du mois de sha‘bãn, et le Ghoufranak.

## Dans les arts

### Littérature
Le terme d'invocation apparaît dans certains mangas, notamment Naruto de  Masashi Kishimoto[réf. nécessaire].

### Musique
L' Invocation de Claude Debussy, est un chœur pour voix d'hommes et orchestre composé en 1883 à partir du poème Harmonies pétiques et religieuses d'Alphonse de Lamartine. 
- Invocation de Bonis

### Jeux de rôle et jeux vidéos
Le terme « invocation » est souvent utilisé dans les jeux de rôle sur table comme Donjons et Dragons, les jeux vidéo à univers médiéval-fantastique, jeux de stratégie (Warcraft III, la série des Heroes of Might and Magic…) comme Role-playing game (Baldur's Gate, la série des Elder Scrolls, Final Fantasy).   
Invoquer une créature magique, c'est l'appeler à l'aide et la faire venir sur le champ de bataille grâce à l'usage de la magie. Selon les univers, on peut invoquer des esprits élémentaires, des démons, les esprits des morts ou encore des créatures issues des légendes de différentes cultures.
Selon l'Académie française c'est un emploi fautif du mot « invocation ». Ce serait une mauvaise traduction des termes anglais summoning et convocation, qui devraient être traduits en français par le mot « évocation »

« Évoquer, v. tr.
Appeler, faire venir, faire apparaître. Dans ce sens, il ne se dit guère qu'en parlant des Âmes, des esprits. Les nécromanciens prétendaient évoquer les âmes des morts, les esprits, les démons. »

— Dictionnaire de l'Académie 8e édition, CNRTL, entrée Évoquer